# Palpita bonjongalis
Palpita bonjongalis is een vlinder uit de familie van de grasmotten (Crambidae), uit de onderfamilie van de Spilomelinae. De wetenschappelijke naam van deze soort is voor het eerst voorgesteld als Eudioptis bonjongalis door Carl Plötz in een publicatie uit 1880.

## Verspreiding
De soort komt voor in Liberia, Nigeria, Kameroen, Gabon, Congo-Brazzaville, Congo-Kinshasa, Angola en Zuid-Afrika.

## Waardplanten
De rups leeft op Alstonia boonei (Apocynaceae).